# Jorge Javier Vázquez Morales
Jorge Javier Vázquez Morales (Badalona, 25 de juliol de 1970) és periodista, presentador de televisió i productor català. La seva carrera ha sigut destacada especialment a Telecinco, on inclou programes com Deluxe, Supervivientes i Acorralados. És també columnista a La Otra Crónica d'El Mundo. D'altra banda, s'ha declarat obertament homosexual i, de fet, a vegades, ha rebut crítiques per la seva condició sexual.

## Biografia
Nascut a Badalona, va viure durant la seva infantesa i joventut al barri de Sant Roc. Assistí a un col·legi de l'Opus Dei i després es llicencià en filologia hispànica l'any 1993. Als 25 anys va traslladar-se a viure a Madrid per qüestions de feina. En lloc de dedicar-se a la filologia, Vázquez va iniciar una carrera periodística, primer a Badalona escrivint a El Eco Badalonés, però amb el seu trasllat a Madrid, va ser contractat a la revista Pronto. Va entrar a televisió a través d'una entrevista a la revista a Rosa Villacastín, que va quedar satisfeta i el va convidar a col·laborar amb ella a Extra rosa amb ella i Ana Rosa Quintana a Antena 3. També ha treballat amb María Teresa Campos. La seva carrera a Telecinco també inclou programes com Supervivientes i Acorralados. Hom ha afirmat que els seus programes acostumen a emmarcar-se en el que s'anomena telebrossa, ell afirma que fa neorealisme televisiu, on es barregen discussions, polèmiques i moments sentimentals.
Durant cinc anys fou, entre 2003 i 2008, juntament amb Carmen Alcayde, presentador del programa Aquí hay tomate, que tingué audiències del 25%, a més, va contribuir a la socialització dels personatges famosos, és a dir, posar-los al nivell de concursants de reality shows. El seu final, a causa del desgast per la seva durada, fou polèmic i el seu contingut criticat, a causa de diversos casos en què personalitats conegudes es van litigar amb el programa i la cadena per injúries, com la duquessa d'Alba, Enrique Iglesias, José María Aznar, Anna Kournikova, Norma Duval o la família de Félix Rodríguez de la Fuente.
El 2009 la cadena el va destinar un nou programa de premsa rosa, però amb un format d'entreteniment, Sálvame, que va tenir gran èxit a la sobretaula de la tarda, així com el Deluxe. El mateix any 2009 també va ser guardonat amb el Premi Ondas, el jurat li atorgà per "haver renovat de forma brillant i amb sentit de l'humor un gènere controvertit", en referència a la premsa rosa, no obstant això va haver-hi crítiques pel lliurament de premis, de fet, Carles Francino va negar-se a entregar-li el premi.
El 2012 es convertí en presentador d'un nou programa de Mediaset España, Hay una cosa que te quiero decir, inicialment per a la cadena Cuatro, que després va passar a Telecinco. El programa s'allunyava de la premsa del cor i el sensacionalisme a un vessant més sentimentalista, on dues persones anònimes es trobaven per refer o no una antiga relació.
Feu el seu debut com a productor el 2014 amb l'obra de teatre Miguel de Molina al desnudo, escrita i interpretada per Ángel Ruiz, sobre el cantaor de Màlaga d'esquerres i homosexual Miguel de Molina, que es va exiliar d'Espanya el 1942. El setembre de 2015 va presentar Cámbiame Premium. Entre el 2020 i el 2021 va representar el monòleg Desmontando a Séneca, un monòleg escrit i dirigit per Juan Carlos Rubio, en què aborda la brevetat de la vida.

## Trajectòria

### Programes de televisió
| Any         | Programa                                 | Cadena             | Notes         |
| ----------- | ---------------------------------------- | ------------------ | ------------- |
| 1997 - 1998 | Extra Rosa                               | Antena 3           | Col·laborador |
| 1998 - 2003 | Sabor a ti                               | Antena 3           | Col·laborador |
| 1999        | Sabor a Verano                           | Antena 3           | Col·laborador |
| 2001        | Rumore, rumore                           | Antena 3           | Presentador   |
| 2003        | Día a Día                                | Telecinco          | Col·laborador |
| 2003 - 2008 | Aquí hay tomate                          | Telecinco          | Presentador   |
| 2006 - 2009 | El programa de Ana Rosa                  | Telecinco          | Col·laborador |
| 2007 - 2008 | Hormigas blancas                         | Telecinco          | Presentador   |
| 2008        | Gran Hermano: El Debate                  | Telecinco          | Presentador   |
| 2009 - 2023 | Sálvame                                  | Telecinco          | Presentador   |
| 2009 - 2023 | Deluxe                                   | Telecinco          | Presentador   |
| 2009 - 2010 | Campanades de cap d'any                  | Telecinco          | Presentador   |
| 2009 - 2010 | La Noria                                 | Telecinco          | Col·laborador |
| 2011        | Acorralados                              | Telecinco          | Presentador   |
| 2011 - 2012 | Campanades de cap d'any                  | Telecinco          | Presentador   |
| 2011 - 2023 | Supervivientes                           | Telecinco          | Presentador   |
| 2012 - 2015 | Hay una cosa que te quiero decir         | Telecinco          | Presentador   |
| 2015        | Cámbiame Premium                         | Telecinco          | Presentador   |
| 2016 - 2018 | Got Talent España                        | Telecinco          | Jurado        |
| 2016 - 2017 | Gran Hermano                             | Telecinco          | Presentador   |
| 2017 - 2018 | Sálvame Stars                            | Telecinco i Cuatro | Presentador   |
| 2018 - 2019 | Gran Hermano VIP                         | Telecinco i Cuatro | Presentador   |
| 2019        | Gran Hermano Dúo                         | Telecinco          | Presentador   |
| 2020        | El tiempo del descuento                  | Telecinco          | Presentador   |
| 2020        | Cantora: La herencia envenedada          | Telecinco          | Presentador   |
| 2020        | ¡Quiero dinero!                          | Telecinco          | Presentador   |
| 2020        | La última cena                           | Telecinco          | Presentador   |
| 2020        | La casa fuerte                           | Telecinco          | Presentador   |
| 2021        | Rocío, contar la verdad para seguir viva | Telecinco          | Presentador   |

#### Com a convidat
| Any         | Programa                         | Cadena     | Notes       |
| ----------- | -------------------------------- | ---------- | ----------- |
| 2012 - 2015 | ¡Qué tiempo tan feliz!           | Telecinco  | 5 programes |
| 2013        | El convidat                      | TV3        | 1 programa  |
| 2013        | Territorio comanche              | Telemadrid | 1 programa  |
| 2013 - 2016 | Alguna pregunta més?             | TV3        | 2 programes |
| 2014        | Hable con ellas                  | Telecinco  | 1 programa  |
| 2014        | Viajando con Chester             | Cuatro     | 1 programa  |
| 2014        | Hay una cosa que te quiero decir | Telecinco  | 2 programes |
| 2014        | Ciento y la madre                | Cuatro     | 1 programa  |
| 2014        | Els matins                       | TV3        | 1 programa  |
| 2015        | Un tiempo nuevo                  | Telecinco  | 1 programa  |
| 2015        | La noche en Paz                  | Telecinco  | 1 programa  |
| 2015        | Gran Hermano 16                  | Telecinco  | 1 programa  |
| 2015 - 2016 | Divendres                        | TV3        | 2 programes |
| 2016        | Còmics Show                      | TV3        | 1 programa  |
| 2016        | Feis tu feis                     | Cuatro     | 1 programa  |
| 2016        | Contigo quería yo hablar         | Telemadrid | 1 programa  |
| 2017        | Planeta Calleja                  | Cuatro     | 1 programa  |
| 2017        | Gran Hermano VIP 5               | Telecinco  | 1 programa  |
| 2017        | Dani&Flo                         | Cuatro     | 2 programes |
| 2017        | Samanta y...                     | Cuatro     | 1 programa  |
| 2017 - 2018 | Viva la vida                     | Telecinco  | 3 programes |
| 2018        | Volverte a ver                   | Telecinco  | 1 programa  |
| 2018        | Quan arribin els marcians        | TV3        | 1 programa  |
| 2019        | Mi casa es la tuya               | Telecinco  | 1 programa  |
| 2021        | En casa con Kiko                 | Twitch     | 1 programa  |

#### Com a participant
| Any  | Programa                      | Cadena    | Notes                        |
| ---- | ----------------------------- | --------- | ---------------------------- |
| 2020 | La última cena                | Telecinco | Guanyador, amb Belén Esteban |
| 2021 | Mujeres y hombres y viceversa | Cuatro    | Tronista                     |

### Series de televisió
| Any  | Programa              | Cadena    | Personatge        | Notes     |
| ---- | --------------------- | --------- | ----------------- | --------- |
| 2004 | Siete vidas           | Telecinco | Fotògraf          | 1 episodi |
| 2013 | La noche de José Mota | Telecinco | Ell mateix        | 1 episodi |
| 2014 | Chiringuito de Pepe   | Telecinco | Presentador de TV | 1 episodi |
| 2016 | Gym Tony              | Cuatro    | Ell mateix        | 1 episodi |

### Llibres
| Any  | Títol                     | Editorial | ISBN              |
| ---- | ------------------------- | --------- | ----------------- |
| 2012 | La vida iba en serio      | Planeta   | 978-84-080-1390-7 |
| 2015 | Último verano de juventud | Planeta   | 978-84-081-4473-1 |

### Teatre
| Any         | Obra                        | Personatge   | Notes        |
| ----------- | --------------------------- | ------------ | ------------ |
| 2014        | Miguel de Molina al desnudo |              | Productor    |
| 2015 - 2017 | Iba en serio                | Jorge Javier | Protagonista |
| 2018 - 2019 | Grandes Éxitos              | Jorge Javier | Protagonista |
| 2018 - 2019 | Bellas y Bestias            |              | Productor    |
| 2020        | Desmontando a Séneca        | Jorge Javier | Protagonista |

### Cine
| Any  | Obra       | Personatge | Notes     |
| ---- | ---------- | ---------- | --------- |
| 2017 | La llamada | -          | Productor |

## Premis
| Premis                      | Any  | Categoria                                                | Resultat                    |
| --------------------------- | ---- | -------------------------------------------------------- | --------------------------- |
| TP d'Or                     | 2009 | Millor presentador/a programes de varietats i espectacle | Nominat                     |
| Premi Shangay               | 2009 | Millor presentador                                       | Guanyador amb Mercedes Milá |
| Premi Ondas                 | 2009 | Televisió: Millor presentador                            | Guanyador                   |
| Premi Estrella de la Prensa | 2011 | Millor presentador                                       | Guanyador                   |
| Premi Kapital               | 2012 | Millor presentador                                       | Guanyador                   |
| Premi Joan Ramon Mainat     | 2014 | Espontaneïtat i proximitat al televident                 | Guanyador                   |